# یلوه جنگلی بال‌سرخ
یلوه جنگلی بال‌سرخ (نام علمی: Aramides calopterus) گونه‌ای از پرندگان از زیرتیرهٔ Rallinae از تیرهٔ یلوگان (Rallidae) شامل یلوه و چنگر است. این گونه در برزیل، اکوادور و پرو یافت می‌شود.
یلوه جنگلی بال‌سرخ تک‌نماد است.